# Dolní Suchá (Havířov)
Dolní Suchá (pol.: Sucha Dolna, něm.: Nieder Suchau) je část města Havířov v okrese Karviná. Nachází se na severovýchodě Havířova. Prochází zde silnice II/475. V roce 2009 zde bylo evidováno 267 adres. V roce 2001 zde trvale žilo 635 obyvatel.
Dolní Suchá je také název katastrálního území o rozloze 4,37 km2.

## Historie
Obec byla poprvé zmíněna v latinském dokumentu Liber fundationis episcopatus Vratislaviensis (Polská kniha platů vratislavského biskupství), zapsaného v době biskupa Jindřicha Wierzbna kolem roku 1305. ve formě položky Sucha utraque  .), který je spojen s velkou osídlovací akcí prováděnou na konci 13. století na území pozdějšího Horního Slezska. V té době byla vesnice politicky v mezích piastovského Slezska vytvořeného v roce 1290. Po zrušení poddanství byla obec nejdřív v těšínském okrese, poté v nezávislém politickém  okrese Fryštát  v soudním obvodu  Fryštát. Již na konci 18. století byla v oblasti nalezena ložiska uhlí, což přispělo k hospodářskému a demografickému rozvoji oblasti a samotné Dolní Suché , zejména ve druhé polovině 19. století. Od roku 1880 do roku 1910 se počet obyvatel zvýšil z 944 na 2237. Jazyková prohlášení v posledních čtyřech rakouských sčítáních se často měnila. Podle sčítání lidu v roce 1880 tvořili česky mluvící lidé 94,3% a polsky mluvící pouze 2,9% (německy mluvící 2,8%). V roce 1890 to bylo 55,9% a 44,1%. V roce 1900 však většina deklarovala  polský jazyk (56,7%) a do roku 1910 se počet zvýšil na 58,9%, když deklarace českého jazyka klesla z 42,6% v roce 1900 na 38,1% v roce 1910 a 57 (2,6) %) hovořílo německy ; 1344 (60,1%) byli katolíci, 862 (38,5%) byli protestanti, 21 (0,9%) byli Židé a 10 dalších náboženství nebylo označeno.

## Významní rodáci
- Rudolf Jasiok (1919–1944), příslušník 1. československého armádního sboru; padl během Karpatsko-dukelské operace
- Jiří Sarganek, též Jerzy Sarganek či Georg Sarganeck (27. ledna 1702 Dolní Suchá – 24. května 1743, Neustadt an der Aisch, Bavorské kurfiřtství), slezský spisovatel nekatolické exilové literatury, evangelický teolog pietistického směru a pedagog